# Дзьобак індійський
Дзьоба́к індійський (Chrysocolaptes festivus) — вид дятлоподібних птахів родини дятлових (Picidae). Мешкає в Південній Азії.

## Опис
Довжина птаха становить 29 см, вага 213 г. Верхня частина спини біла, решта верхньої частини тіла контрастно чорна, хвіст чорний. Крила золотисто-жовті. Нижня частина тіла біла, поцяткована чорними плямами або смугами. Над очима широкі білі «брови», під дзьобом білі «вуса», через очі ідуть широкі чорні смуги. У самців верхня частина голови і чуб яскраво-червоні, у самиць жовті. Очі червонуваті, дзьоб чорнуватий, лапи зеленувато-сірі.

## Таксономія
Індійський дзьобак був описаний французьким натуралістом Жоржем-Луї Леклерком де Бюффоном в 1779 році в праці «Histoire Naturelle des Oiseaux» за зразком з Гоа. Науково вид був описаний в 1783 році, коли голландський натураліст Пітер Боддерт класифікував його під назвою 'Picus festivus у своїй праці «Planches Enluminées». Згодом індійського дзьобака перевели до роду Султанський дзьобак (Chrysocolaptes), введеного англійським зоологом Едвардом Блітом у 1843 році.

## Підвиди
Виділяють два підвиди:
- C. f. festivus (Boddaert, 1783) — передгір'я Гімалаїв в Індії та Непалі, центральна і південна Індія;
- C. f. tantus Ripley, 1946 — острів Шрі-Ланка.

## Поширення і екологія
Індійські дзьобаки мешкають в Індії, Непалі та на Шрі-Ланці. Вони живуть у сухих тропічних лісах, рідколіссях і чагарникових заростях, на плантаціях. Зустрічаються поодинці або парами, на висоті до 1000 м над рівнем моря. Живляться мурахами і личинками комах, яких шукають у нижньому ярусі лісу на стовбурах дерев, іноді також плодами. Сезон розмноження триває з листопада по березень, на Шрі-Ланці також у серпні й вересні. Гніздяться в дуплах дерев, на висоті від 2 до 7 м над землею. У кладці 1, іноді 2—3 яйця. Будують дупло, насиджують яйця і доглядають за пташенятами і самиці, і самці.